# Инаугурация Дмитрия Медведева
Инаугурация Дмитрия Анатольевича Медведева в качестве 3-го Президента Российской Федерации состоялась в Большом Кремлёвском дворце 7 мая 2008 года. Президентскую присягу проводил Председатель Конституционного Суда Российской Федерации Валерий Зорькин. На данной инаугурации впервые произошла передача полномочий от действующего президента России к избранному.

## Церемония
Инаугурация Дмитрия Медведева прошла по запланированному сценарию и мало чем отличалась от предыдущих двух инаугураций Владимира Путина. Церемония началась после внесения в Андреевский зал Большого Кремлёвского дворца символов президента России, среди которых президентский штандарт, знак президента России, флаг России и специальный экземпляр Конституции России. После внесения символов президента на сцену были приглашены Председатель Конституционного Суда Российской Федерации Валерий Зорькин, Председатель Совета Федерации Сергей Миронов, Председатель Государственной думы Борис Грызлов. Затем на церемонию прибыл уходящий президент Владимир Путин и на Соборной площади принял рапорт коменданта Кремля о готовности к проведению инаугурации, после чего поблагодарил Кремлёвский полк и в его лице все Вооружённые силы России за службу.

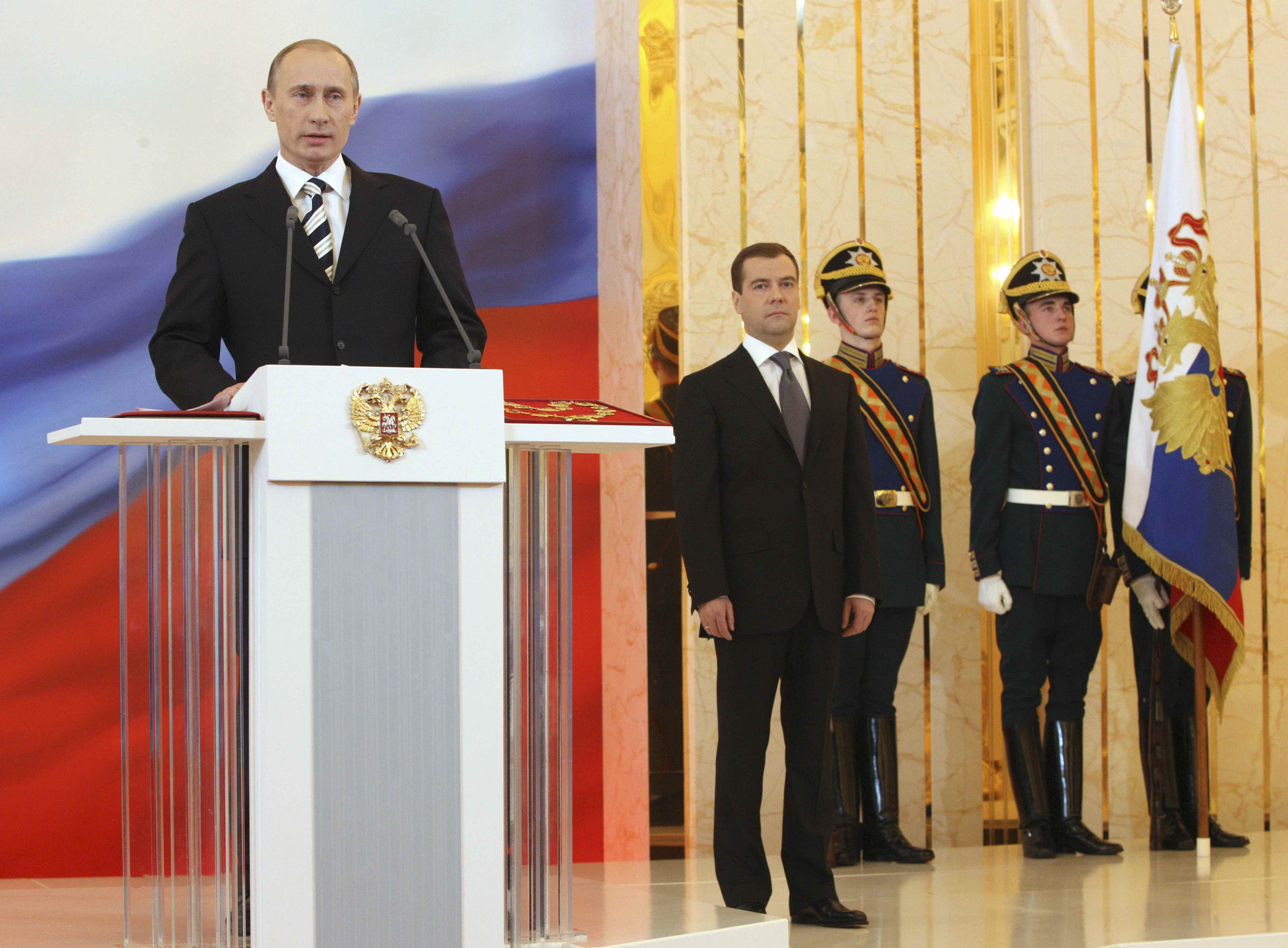
Владимир Путин произносит речь

Прибыв в полдень к Кремлю, под бой кремлёвских курантов Дмитрий Медведев вошёл в Георгиевский зал. Пройдя Георгиевский и Александровский залы, Медведев вышел на сцену в Андреевском зале. Первым с речью выступил Владимир Путин, в ходе чего он заявил о важности продолжения поступательного курса на развитие страны: «Вступление вновь избранного президента в должность — ответственный этап демократического оформления власти, которая должна стать объединяющей для всех регионов России». Также Владимир Путин поблагодарил всех граждан за веру, понимание и поддержку, которую он ощущал на посту президента, и по итогу пожелал удачи Медведеву на должности президента России.
После выступления Владимира Путина председатель Конституционного Суда Валерий Зорькин призвал Дмитрия Медведева принять присягу. Согласно статье 82 Конституции РФ, Медведев принял присягу, положив правую руку на Конституцию. После того, как Медведев произнёс слова президентской присяги, Зорькин объявил, что Дмитрий Анатольевич Медведев официально вступил в должность президента Российской Федерации. После принятия присяги оркестр исполнил гимн России, над Сенатским дворцом поднялся президентский штандарт, а у стен Кремля был произведён артиллерийский салют.

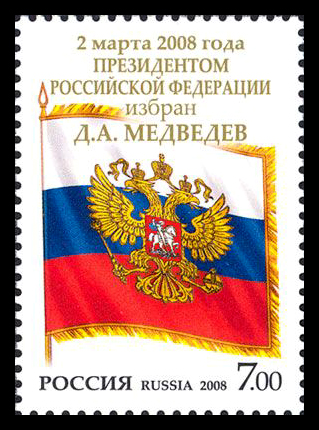
Почтовая марка России. 2 марта 2008 года Президентом Российской Федерации избран Дмитрий Медведев, 2008)

После принесения присяги и исполнения гимна Дмитрий Медведев произнёс свою инаугурационную речь. В своём выступлении Медведев заявил, что Россия должна использовать уникальный шанс, чтобы стать одной из лучших стран мира. По мнению Медведева, его важнейшей задачей на посту президента РФ станет развитие гражданских и экономических свобод: «Важнейшая задача – дальнейшее развитие гражданских и экономических свобод, создание новых гражданских возможностей. Много ещё предстоит сделать, чтобы государство было действительно справедливым и заботливым по отношению к гражданам, чтобы обеспечить самые высокие стандарты жизни, чтобы как можно больше людей могли причислить себя к среднему классу». В своём выступлении он пообещал, что будет работать с полной отдачей сил, а также обратился к своему предшественнику: «Я сердечно благодарю президента Владимира Владимировича Путина за его неизменную личную поддержку, которую я постоянно ощущал».
После вступления в должность и произнесения речи Дмитрий Медведев вместе с Владимиром Путиным прошли в закрытую комнату, где уходящий президент вручил новому главе государства «ядерный чемоданчик». После этого Медведев и Путин вышли на Соборную площадь Кремля к трибуне, где прошёл смотр Президентского полка.

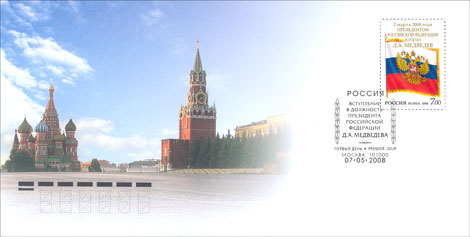
Конверт первого дня, посвящённый инаугурации президента РФ Дмитрия Медведева, 2008 г.

На церемонии инаугурации присутствовало около 2400 гостей, среди которых были депутаты Государственной Думы, члены Совета Федерации, судьи Конституционного Суда России, министры, члены Администрации президента России, главы субъектов России, главы дипломатических миссий, Герои России, кавалеры орденов Святого апостола Андрея Первозванного и «За заслуги перед Отечеством», представители общественных организаций, учёные, деятели духовенства и культуры, а также вдова первого президента России Наина Ельцина и бывший президент СССР Михаил Горбачёв.